# Holandská omáčka
Holandská omáčka, z francouzského la sauce hollandaise, je bílá omáčka z másla a šlehaného žloutku podávaná ponejvíce k rybám a mořským plodům, řidčeji též k zelenině. Patří k základním omáčkám klasické francouzské kuchyně.
Z holandské omáčky se odvozuje bearnéská omáčka, součást receptury na steak chateaubriand.

## Příprava
Při přípravě se nejprve rozpustí máslo. Pak se ve vodní lázni šlehá žloutek s trochou vody ochucený bílým vínem nebo směsí vína a octa, šalotkou, vavřínem a bílým pepřem, až napění. Postupně se přidává vlažné rozpuštěné máslo. Sedlou omáčku lze po přidání krůpěje vody znovu vyšlehat.